# Косово Дъбе
Косово Дъбе (на македонска литературна норма: Косово Дабје) е село в община Царево село на Северна Македония.

## История
Според преброяването от 2002 година селото има 21 жители, всички северномакедонци.